# Герб Донецької області
Герб Доне́цької о́бласті — офіційна емблема Донецької області. Затверджений 17 серпня 1999 року. Колективним автором герба є рекламне агентство — Фірма «Кардинал».

## Опис

Інший варіант

Варіант російською мовою

Центральне місце в гербі області займає «Пальма Мерцалова» — унікальний витвір рук коваля «Новоросійського товариства кам'яновугільного, залізного і рейкового виробництва» Олексія Мерцалова, що викував її в 1896 році спеціально для Всеросійської виставки в Нижньому Новгороді. Герб увінчаний золотою короною з п'ятьма листками і обрамований вінком з зеленого дубового листя. На девізній стрічці напис «Можливість доведена справою»
Основними кольорами герба є:
- Золото (поле щита) — символ багатства, справедливості і великодушності.
- Чорний (край) — символ багатства надр.
- Блакитний (пальма) — символ краси і величі.
- Зелений — символ надії, радості, достатку, розвинутого сільського господарства.

Корона підкреслює те, що герб є обласним. Дубове листя — символ величі і надійності. Девіз: «Можливість доведена справою» підкреслює історично сформовані трудові корені Донбасу, його цілеспрямованість у досягненні мети.